# Tami-Adrian George
Tami-Adrian George (21 oktober 1969) is een Amerikaanse actrice.

## Biografie
George begon in 1992 met acteren in een computerspel genaamd Marky Mark and the Funky Bunch: Make My Video. Hierna heeft zij nog meerdere rollen gespeeld in films en televisieseries zoals Starship Troopers (1997), Beverly Hills, 90210 (1999), The Bold and the Beautiful (2000), Heroes (2007) en Desperate Housewives (2008).
George is getrouwd met Eric Bruskotter die zij heeft leren kennen op de set van de film Starship Troopers.

## Filmografie

### Films
- 2007 Bratz – als Allison
- 2003 Lost Treasure – als Tammy
- 2002 Rappin-n-Rhyming – als Renee Dallas
- 2001 The Rib – als Eve
- 1997 Starship Troopers – als Djana'D
- 1997 Romy and Michele's High School Reunion – als receptioniste
- 1997 Taylor's Return – als Pamela
- 1996 Sgt. Bilko – als Janet

### Computerspel
- 1992 Marky Mark and the Funky Bunch: Make My Video – als Darlene